# José María Zárraga Martín
José María Zárraga Martín, (Getxo, 15 d'agost de 1930 - Madrid, 3 d'abril de 2012) fou un futbolista i entrenador de futbol basc que destacà als anys 1950.

## Biografia
Va néixer al barri Las Arenas de Getxo, a Biscaia, on va començar a jugar al futbol als equips de l'Acción Católica de Las Arenas i el Ibarra, de primera regional. Als divuit anys juga amb l'equip de la Universitat de Deusto i fitxa per l'històric equip del seu barri, l'Arenas Club de Getxo. El 10 d'agost de 1949, poc abans de complir els dinou anys, fitxa pel Reial Madrid.
Al conjunt blanc comença a jugar amb l'equip filial, llavors anomenat AD Plus Ultra, on resta dues temporades, sent convocat assíduament amb el primer equip i disputant partits amistosos amb aquest. La temporada 1951-52, amb 21 anys, aconsegueix un lloc amb la plantilla del Reial Madrid, aleshores entrenada per Héctor Scarone. Va tenir uns inicis complicats, atès que la seva posició al terreny de joc estava ocupada ja per altres centrecampistes com eren Miguel Muñoz, Montalvo o Narro. Debutà a València com a extrem, però no és fins a un partit contra el FC Barcelona que juga a la seva posició de volant dret. El partit acabà amb un 5-1 a favor de l'equip madrileny.
Va jugar com a titular la final de la Copa d'Europa de 1956, que el Madrid va guanyar 4-3 a l'Stade de Reims i que inauguraría una ratxa de cinc victòries consecutives en aquesta competició. També va jugar com a titular la final de la Copa d'Europa de 1957, que el Madrid va guanyar 2-0 contra l'ACF Fiorentina, la segona victòria consecutiva dels madrilenys en aquesta competició. Fou igualment titular a la final de la Copa d'Europa de 1958, que el Madrid va guanyar per 3-2 contra l'AC Milan a Heysel. També va jugar com a titular la final de la Copa d'Europa de 1959, que el Reial Madrid va guanyar contra l'Stade de Reims al Neckarstadion de Stuttgart, i que suposà la quarta Copa d'Europa consecutiva per als blancs.
Zárraga va arribar a ser capità del conjunt blanc, aixecant la cinquena Copa d'Europa de l'equip, a l'estadi Hampden Park, el 1960, partit que va jugar com a titular, i en què el Madrid va guanyar contra l'Eintracht Frankfurt, i que va tancar per al club madrileny la ratxa de cinc victòries consecutives a la Copa d'Europa.
El 12 de setembre de 1962 es va retirar amb 32 anys, celebrant-se un amistós com a acomiadament contra el Manchester United FC.
Un cop retirat com a jugador, el 1963 obté el títol d'entrenador i passa a formar part de l'equip tècnic madrileny. Un any després comença a dirigir al CD Málaga, passant a ocupar la gerència del club dos anys després.

## Palmarès

### Reial Madrid
- 1 Copa Intercontinental: 1960
- 5 Copes d'Europa: 1955–56, 1956–57, 1957–58, 1958–59, 1959–60
- 2 Copes Llatines: 1955, 1957
- 2 Mundialets de Clubs: 1952, 1956
- 6 Lligues espanyoles: 1953–54, 1954–55, 1956–57, 1957–58, 1960–61, 1961–62
- 1 Copa del Generalíssim: 1961–62